# Дымчатые леопарды
Дымчатые леопарды (лат. Neofelis) — род семейства кошачьих. Распространён в юго-восточной Азии.
Научное имя Neofelis составлена из двух частей: греческого νεο-, означающего «новый», и латинского felis, что означает «кот», то есть в итоге выходит «новокот».
Ранее считалось, что он состоит из единственного вида — дымчатого леопарда (Neofelis nebulosa), но в 2006—2008 годах были проведены исследования, позволившие выделить новый вид — борнейский дымчатый леопард (Neofelis diardi).

## Виды и подвиды

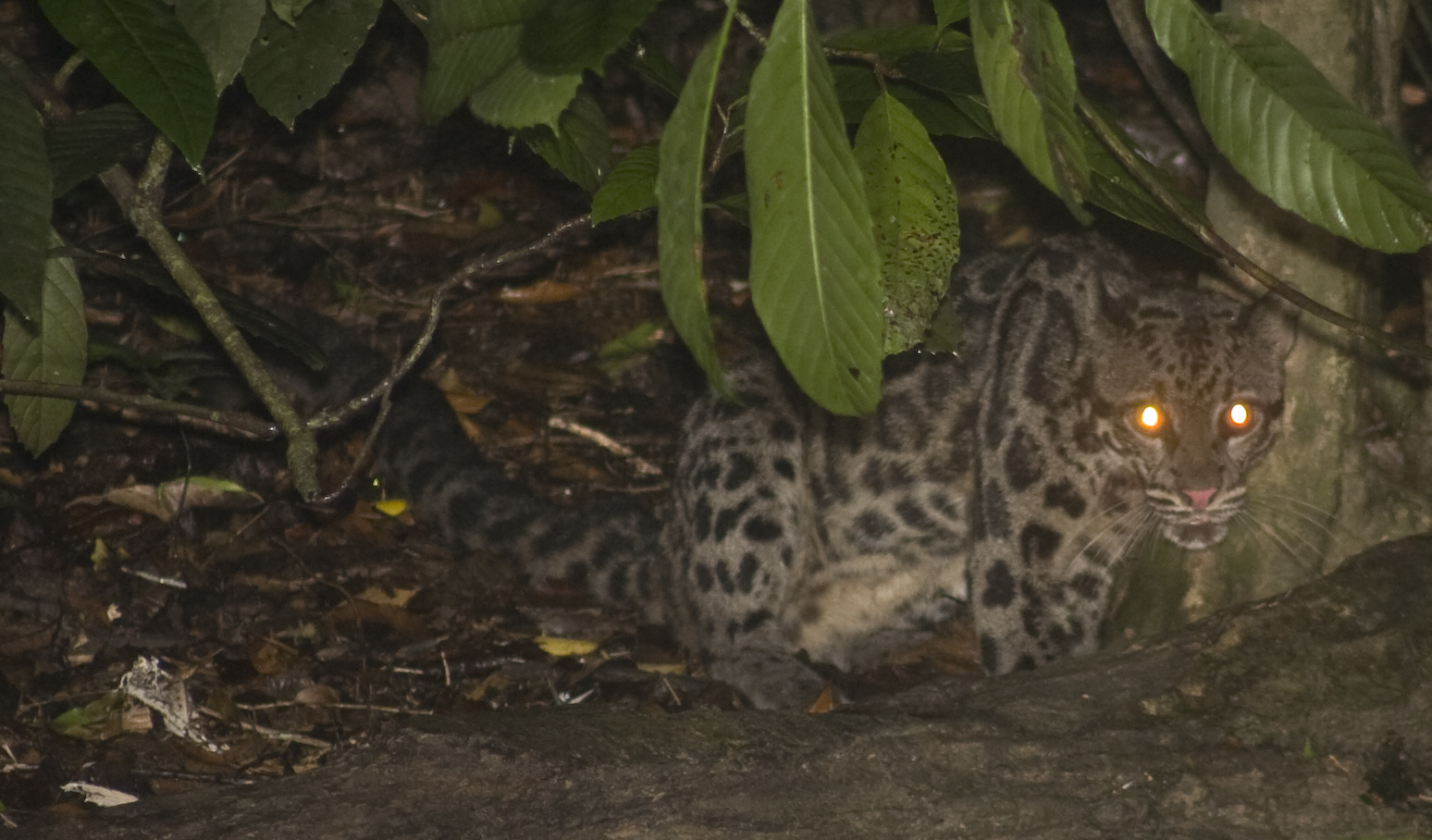
Калимантанский дымчатый леопард (Neofelis diardi)

- Neofelis diardi — Калимантанский дымчатый леопард, или Борнейский дымчатый леопард
  - подвид Neofelis diardi borneensis
  - подвид Neofelis diardi diardi
- Neofelis nebulosa — Дымчатый леопард
  - подвид †Neofelis nebulosa brachyura — Тайваньский дымчатый леопард , последняя подтверждённая встреча относится к 1983 году, объявлен вымершим в 2013 году[3] . В 2019 году появились сведения, что этот подвид, возможно, видели в природе[4].
  - подвид Neofelis nebulosa macrosceloides
  - подвид Neofelis nebulosa nebulosa